# Gamba Osaka
Gamba Osaka är ett fotbollslag från Suita, strax utanför Osaka i Japan. Laget spelar för närvarande (2020) i den högsta proffsligan J1 League.
Laget började som ett företagslag till Matsushita Electric Industrial Co., Ltd. 1980, men bytte sen namn till Gamba Osaka när Japans proffsliga J-League startade 1993. Namnet "Gamba" kommer från italienska och betyder "ben" men liknar även det japanska ordet "Gambaru" som betyder att kämpa eller att göra sitt bästa.
Säsongen 2005 tog Gamba Osaka sin första ligatitel efter ett dramatiskt slut. I sista matchen för säsongen kunde fem lag vinna ligan. Bäst till låg lokalkonkurrenterna Cerezo Osaka så Gamba behövde vinna, medan Cerezo antingen förlorade eller spelade lika. Gamba lyckades vinna sin match mot Kawasaki Frontale med 4-2 på bortaplan, medan Cerezo släppte in ett mål på övertid mot FC Tokyo så att deras match slutade 2-2. Därmed blev Gamba Osaka japanska mästare.
Samma säsong lyckades de även ta sig till final i Yamazaki Nabisco Cup, där de mötte JEF United Chiba, men efter 90 minuters spel plus förlängning stod det fortfarande 0-0 och matchen gick till straffar. Där var JEF United Chiba starkare och Gamba Osaka fick nöja sig med att bli tvåa.

## Titlar
- J-League:
  - Japanska mästare (2): 2005, 2014
- Emperors Cup:
  - 1990, 2008, 2014
- Yamazaki Nabisco Cup:
  - 2007, 2014
- AFC Champions League:
  - 2008

## Placering tidigare säsonger
| År   | Liga | M  | Po | V  | O  | F  | Pl      | Notering           |
| 1993 | J    | 36 | -  | 16 | -  | 20 | 7 / 10  |                    |
| 1994 | J    | 44 | -  | 15 | -  | 29 | 10 / 12 |                    |
| 1995 | J    | 52 | 57 | 18 | -  | 34 | 14 / 14 |                    |
| 1996 | J    | 30 | 33 | 11 | -  | 19 | 12 / 16 |                    |
| 1997 | J    | 32 | 58 | 20 | -  | 12 | 4 / 17  |                    |
| 1998 | J1   | 34 | 30 | 12 | -  | 22 | 15 / 18 |                    |
| 1999 | J1   | 30 | 32 | 11 | 1  | 18 | 11 / 16 |                    |
| 2000 | J1   | 30 | 45 | 15 | 2  | 13 | 6 / 16  |                    |
| 2001 | J1   | 30 | 42 | 14 | 2  | 14 | 7 / 16  |                    |
| 2002 | J1   | 30 | 54 | 19 | 1  | 10 | 3 / 16  |                    |
| 2003 | J1   | 30 | 39 | 10 | 9  | 11 | 10 / 16 |                    |
| 2004 | J1   | 30 | 51 | 15 | 6  | 9  | 3 / 16  |                    |
| 2005 | J1   | 34 | 60 | 18 | 6  | 10 | 1 / 18  | Mästare            |
| 2006 | J1   | 34 | 66 | 20 | 6  | 8  | 3 / 18  |                    |
| 2007 | J1   | 34 | 67 | 19 | 10 | 5  | 3 / 18  |                    |
| 2008 | J1   | 34 | 50 | 14 | 8  | 12 | 8 / 18  |                    |
| 2009 | J1   | 34 | 60 | 18 | 6  | 10 | 3 / 18  |                    |
| 2010 | J1   | 34 | 62 | 18 | 8  | 8  | 2 / 18  |                    |
| 2011 | J1   | 34 | 70 | 21 | 7  | 6  | 3 / 18  |                    |
| 2012 | J1   | 34 | 38 | 9  | 11 | 14 | 17 / 18 | Nedflyttad till J2 |
| 2013 | J2   | 42 | 87 | 25 | 12 | 5  | 1 / 22  | Uppflyttad till J1 |
| 2014 | J1   | 34 | 63 | 19 | 6  | 9  | 1 / 18  | Mästare            |
| 2015 | J1   | 34 | 63 | 18 | 9  | 7  | 2 / 18  |                    |
| 2016 | J1   | 34 | 58 | 17 | 7  | 10 | 4 / 18  |                    |
| 2017 | J1   | 34 | 43 | 11 | 10 | 13 | 10 / 18 |                    |
| 2018 | J1   | 34 | 48 | 14 | 6  | 14 | 9 / 18  |                    |

- M: Antal matcher spelade, Po Antal poäng, V Vunna matcher, O Oavgjorda matcher, F Förlorade matcher, Pl Placering i tabellen/antal lag

## Spelartrupp
Aktuell 23 april 2022
| Nr | Land      | Pos | Namn                                     |
| -- | --------- | --- | ---------------------------------------- |
| 1  | Japan     | MV  | Masaaki Higashiguchi                     |
| 2  | Japan     | F   | Shota Fukuoka                            |
| 3  | Japan     | F   | Gen Shoji                                |
| 4  | Japan     | F   | Hiroki Fujiharu                          |
| 5  | Japan     | F   | Genta Miura (kapten)                     |
| 6  | Sydkorea  | MF  | Ju Se-jong                               |
| 8  | Japan     | MF  | Kosuke Onose                             |
| 9  | Brasilien | A   | Leandro Pereira                          |
| 10 | Japan     | MF  | Shu Kurata                               |
| 11 | Brasilien | A   | Wellington Silva                         |
| 13 | Japan     | F   | Ryu Takao                                |
| 14 | Japan     | MF  | Yuya Fukuda                              |
| 15 | Japan     | MF  | Mitsuki Saito (lån från Shonan Bellmare) |
| 16 | Japan     | F   | Yota Sato                                |
| 17 | Japan     | MF  | Kohei Okuno                              |
| 18 | Brasilien | A   | Patric                                   |
| 20 | Sydkorea  | F   | Kwon Kyung-won                           |

| Nr | Land      | Pos | Namn                         |
| -- | --------- | --- | ---------------------------- |
| 21 | Japan     | MV  | Taichi Kato                  |
| 22 | Japan     | MV  | Jun Ichimori                 |
| 23 | Brasilien | MF  | Dawhan (lån från Santa Rita) |
| 24 | Japan     | F   | Keisuke Kurokawa             |
| 25 | Japan     | MV  | Kei Ishikawa                 |
| 26 | Japan     | F   | Ko Yanagisawa                |
| 29 | Japan     | MF  | Yuki Yamamoto                |
| 32 | Japan     | A   | Isa Sakamoto                 |
| 37 | Japan     | A   | Hiroto Yamami                |
| 39 | Japan     | A   | Takashi Usami                |
| 40 | Sydkorea  | F   | Shin Won-ho                  |
| 41 | Japan     | MF  | Jiro Nakamura                |
| 48 | Japan     | MF  | Hideki Ishige                |

## Tidigare spelare
| - Yasuhito Endo - Junichi Inamoto - Yasuyuki Konno - Tsuneyasu Miyamoto - Masashi Oguro - Akira Kaji - Michihiro Yasuda - Hideo Hashimoto - Jungo Fujimoto - Shinobu Ikeda - Katsuhiro Kusaki - Yoshiyuki Matsuyama - Tomoyuki Kajino - Akihiro Nagashima - Kenji Honnami - Koji Kondo - Yoshiaki Sato - Toshihiro Yamaguchi - Hiromitsu Isogai | - Hiroshige Yanagimoto - Masahiro Ando - Kota Yoshihara - Hiromi Kojima - Tomokazu Myojin - Takahiro Futagawa - Ryuji Bando - Ryota Tsuzuki - Kazumichi Takagi - Satoshi Yamaguchi (1978) - Akihiro Ienaga - Hiroki Mizumoto - Takashi Usami - Hiroki Fujiharu - Koki Yonekura - Daiki Niwa - Shu Kurata - Masaaki Higashiguchi | - Mirko Hrgović - Sergei Aleinikov - Marcelinho Carioca - Magno Alves - Rôni - Kiril Metkov - Patrick Mboma - Mladen Mladenović - Nino Bule - Claude Dambury - Boban Babunski - Anto Drobnjak - Hans Gillhaus - Francisco Arce - Piotr Świerczewski - Akhrik Tsveiba - Amir Karić - Oleh Protasov |